# Eunice Brookman-Amissah
Pour les articles homonymes, voir Brookman et Amissah.
Eunice Brookman-Amissah est une femme politique et diplomate ghanéenne. Médecin de formation, elle a été ministre de la Santé (en) et a également été ambassadeur auprès des Pays-Bas  sous le gouvernement de Jerry Rawlings. Elle a été la première femme vice-présidente de la Ghana Medical Association (en).